# Kai Khusraw Khuttalani
Kay Khusraw Khuttalani o Kai Khusrau Khuttalani o Ky Khuseru (+ 1372 o 1373), fou un emir del tuman dels Khuttalani, que es deia (i era) gendre del Khan del Desht Kiptxaq i governador de Khuttalan.
El 1360 Amir Husayn després d'imposar la seva llei al Badakhxan va fer matar Kai Kobad Khuttalani germà de Kai Khusraw Khuttalani, l'amir de Khuttalan. Kai Kobad fou anomenat assassí de reis, perquè havia mort al rei de Badakhxan. L'execució de Kai Kobad feia efectiva una venjança de sang pendent que els badakhxanesos reclamaven a Husayn. Kai Kobad havia anat a trobar a Tamerlà i el va començar a obsequiar; però aquest, com que no hi confiava, no el va protegir.
El 1362 Amir Husayn avançava cap al riu Vahesh, i se li havien unit els governants de Khuttal i Bakelan. Tamerlà va aconsellar enviar una comissió al governant de Shadman i del districte de Khuttelan, l'amir Kai Khusrau Khuttalani (Ky Khusero), cap de la primera línia de Husayn i subornar-lo. Mentre això es feia l'exèrcit del Khan de Mogolistan va avançar. Husayn va arribar a la Porta de Ferro on ja l'esperaven les forces del kan que van atacar sota comandament de Beg Chuck (Bikijuk) però quan els dos exèrcits es van trobar Kai Khusrau Khuttalani va desertar i es va unir a les forces del Khan. Husayn va intentar compensar la defecció de l'avantguarda amb la resta però ja les ales drets i esquerra, preses del pànic, es van desbandar. La victòria del Khan fou fàcil i l'exèrcit de Khan va poder saquejar totes les hordes i tribus de la zona i Husayn es va haver de retirar cap a Kunduz. És possible que aleshores agafés el lideratge dels khuttalanis (o al menys d'una part d'ells) Shir Bahram Khuttalani, sota el qual el tuman va retornar a l'aliança amb Tamerlà.
El 1364 Ky Khuseru (Kay Khusraw) i Tughluq Sulduz (que també s'havia passat als mogols), havien estat integrats a l'exèrcit jat; tenien el comandament de sis mil cavallers jats i esperaven agafar a Timur per sorpresa. Però fou just al revés. Va correr el rumor de que Tamerlà s'havia retirat i el sis mil soldats es van confiar i Tamerlà els va sorprendre dormint. Amb aquesta sorpresa va derrotar a la primera línia. Ky Khuseru (Kay Khusraw) i Tughluq Sulduz, van ser capturats i se’ls van emportar presoners. Sembla no obstant que aquesta informació
no es correcte al menys en quant a Kai Khusraw ja que apareix lliure menys de tres anys després.
El 1367 Kai Khusraw Khuttalani (Ky Khusero) i un altre amir, Bahram Jalayir van escriure a Timur comunicant el primer que volia tornar al servei de Tamerlà i el segon que havia desertat el camp de Husayn (de fet això havia passat el 1362, i s'obviava tot el que va seguir) i s'havia refugiat a Khanchyn amb Bahram Jalayir, que gaudia de l'amistat dels mogols.
Husayn havia fet algunes incursions de saqueig contra els jats del Mogolistan. Set mil cavallers estaven disposats esperant a Taixkent per la revenja. Tamerlà va anar a Taixkent on es va trobar amb Ky Khuseru (Kai Khusraw) i amb Bahram Jalayir. Tamerlà va negociar l'aliança amb els dos homes que se li havien ofert. Khai Khusraw tenia odi a Husayn per l'assassinat del seu germà Kai Kobad Khuttalani, i encara que estava còmodament assentat a Mogolistan (estava casat amb una filla del Khan Tughluq Timur de Mogolistan), va entrar en aliança amb Tamerlà. Bahram hi va posar molta menys passió, però havia estat criat per Tamerlà i l'havia recolzat als moments més durs a l'exili. L'aliança es va segellar amb l'enllaç entre una filla de Kai Khusraw que acabava d'entrar en l'edat de la pubertat, i el fill de Tamerlà, Jahangir ibn Timur; Bahram Jalayir, fou restaurat en tots els seus drets, rangs i càrrecs, i va donar el consentiment a l'aliança. Durant un mes hi va haver festa a Taixkent a causa de l'enllaç. Estant allí Tamerlà va rebre informació que un gran exèrcit de Husayn, dirigit per Musa Taychi'ut, Shaikh Muhammad ibn Buyan Sulduz i Oljeitu Apardi estava acampat a Saryelak; va marxar amb Ky Khuseru (Kai Khusraw), contra aquest exèrcit per a un atac sobtat; Kai Khusraw va compartir el comandamnent de la reraguarda amb Bahram. L'atac fou victoriós però Kai Khusraw no hi va participar de fet però si que va derrotar a alguns destacaments enemics.
El 1368 Tamerlà va restar a la ciutat de Badakhxan fins a ratificar l'acord de pau entre els prínceps de Badakhxan i Amir Husayn. Aquest temia que Timur fes aliança amb els prínceps; va enviar un missatger a informar que Shaikh Muhammad Sulduz, fill de Buyan Suldus i Ky Khuseru (Kai Khusraw), havien reunit tots els seus clans, havien aixecat la estàndard de rebel·lió i que ja estava satisfet amb la submissió de la revolta del Badakhxan, i retornava a Sali Sarai. Timur va abandonar Badakhxan i va seguir a Husayn i va arribar a Sali Sarai. Allí va saber que la revolta de Shaikh Muhammad i Ky Khuseru la justificaven en una possible traïció d'Amir Husayn. Tamerlà va saber que havien escrit també a Husayn i va mostrar la carta a aquest esperant que aquest faria el mateix amb la qual ell havia rebut però no fou així (si bé probablement les cartes eren similars, instigant un contra l'altre).
La rebel·lió de Shaikh Muhammad Sulduz i Ky Khuseru es concretava i Husayn va marxar al riu Jihun i va acampar allí L'endemà va enviar al seu general amir Musa Taychi'ut, creuant el riu, a atacar als rebels. Musa no va complir la ordre al·legant que la feina era desproporcionada. Husayn va anar a Timur a demanar ajut. Khy Khuseru no es va voler enfrontar amb Timur i va marxar cap a Alay i Muhammad Selduz cap a Khujand. Timur els va perseguir però no els va poder atrapar i es va dirigir a Taixkent on va notificar a Husayn el que havia passat. Husayn satisfet va tornar a Sali Sarai i Timur després de dedicar un temps a la cacera, va tornar a Xahrisabz.
El 1369 Shaikh Muhammad Sulduz, que després d'haver desertat d'Amir Husayn, estava errant pel desert i el Mogolistan, fou cridat per Timur; Muhammad Sulduz va portar tota a seva horda i després encara a mes partidaris, amb tot el qual se li van pujar els fums al cap; el primer dia ja va demanar el districte de Khuttelan que li fou concedit; però Ky Khuseru Khuttalani, que durant un cert temps va anar errant pel país, va prendre possessió de Khuttelan i, després d'haver recollit un gran nombre de seguidors, va escriure a Timur dient que s'uniria a ell, sempre que s'oposés a Amir Husayn; com que Timur va confirmar que l'acord de 1368 amb Husayn estava trencat i que pensava combatre'l, se li va unir amb totes les seves forces anant a Tirmidh.
El 1369 i 1370 Kai Khusraw i Jaku Barles van reclutar un exèrcit al Khuttalan amb el qual van acudir cap a Balkh. El 1370 després de la derrota d'Amir Husayn la major part del Khutalan va quedar en mans de l'amir Kay Khusraw Khuttalani. Sobre qui havia de governar a Transoxiana alguns proposaven a Kai Khusraw, el governador de Khuttalan, però Timur es va imposar fàcilment.
Ky Khuseru va exigir la entrega d'Amir Husayn, fet presoner a Balkh (1370) per la venjança de sang per l'assassinat del seu germà Kai Kobad (assassinat ordenat per Husayn); Timur havia donat paraula a Husayn de concedir-li la vida. Però amir Ky Khuseru junt amb Aljaitu Apardi i Muhammad Shah de Badakhxan van assaltar a Husayn i el van colpejar i se’l van emportar cap a la tomba de Khwaja Akfisha, on el van matar
El 1371, en la campanya de Coràsmia, l'exèrcit de Husayn Sufi fou atacat amb el cos principal dirigit per Ky Khuseru Khuttelani; Husayn Sufi va enviar un ambaixador a demanar perdó i a dir que en el futur seria obedient. Timur el va perdonar però no se’n refiava i va confessar a Ky Khuseru que li calia tenir la fortalesa de Coràsmia per seguretat del regne. Ky Khuseru, que planejava una conspiració contra Tamerlà, va enviar un missatge a Husayn Sufi aconsellant-lo no entregar la fortalesa a Timur, però que si sortia amb les seves tropes i presentava batalla, ell mateix se li uniria amb totes les seves forces (10.000 homes). El príncep de Coràsmia finalment va sortir amb el seu exèrcit de Urganj, avançant fins a la riba del riu Karan a uns 2 farsakhs (entre 6 i 10 km) de la fortalesa. Però Timur va enviar a Ky Khuseru amb les seves forces a una posició per tallar la comunicació entre l'exèrcit de Husayn Sufi i la fortalesa, el que li impedia actuar durant la batalla.
Mes endavant del 1371 Sultan o Shah Mahmud, fill de Kai Khusraw, va abandonar Samarcanda i es va dirigir a la cort de Coràsmia amb Abu Ishaq, fill de Khidr Yasauri, i Hajji Mahmudshah Bukhari; allí van aconseguir convèncer a Yusuf Sufi de continuar la rebel·lió del seu germà Husayn Sufi. Al final de la tardor (1371) Yusuf va reocupar Kath confiant en les promeses que li feien el fill de Kay Khusraw i els altres conspiradors. Els agents de Jahangir ibn Timur al regne de Coràsmia foren expulsats i van tornar a la rebel·lió. L'any 1372 Tamerlà va reunir les seves tropes prop de Karshi- Nakhab i de Xahrisabz, i va sortir de Samarcanda amb l'excusa d'una cacera però decidit a fer una incursió a territori de Coràsmia per venjar-se de Yusuf Sufi. A la plana de Karshi va convocar una assemblea de nobles i religiosos on va fer comparèixer a Ky Khuseru; aleshores va exhibir el tractat secret entre l'acusat i Husayn Sufi i Ky Khuseru va confessar i va acceptar el càstig que li fos dictat; fou privat del comandament de l'Horda Khuttelani que fou donat a Muhammad Mirak Khuttalani (o Mirka), fill de Shir Bahram Khuttalani, de l'altra branca familiar amb la qual justament existia una gran enemistat; a Muhammad Mirak també li va entregar a Ky Khuseru perquè fes amb ell el que volgués. Després es va dirigir a Coràsmia passant el desert.